# Altkirch
Altkirch este un oraș în Franța, sub-prefectură a departamentului Haut-Rhin, în regiunea Alsacia. 

1. ↑  répertoire géographique des communes, accesat în 26 octombrie 2015
2. ↑  dataset of postal codes in France, 1 octombrie 2018